# Maczugi (gimnastyka)

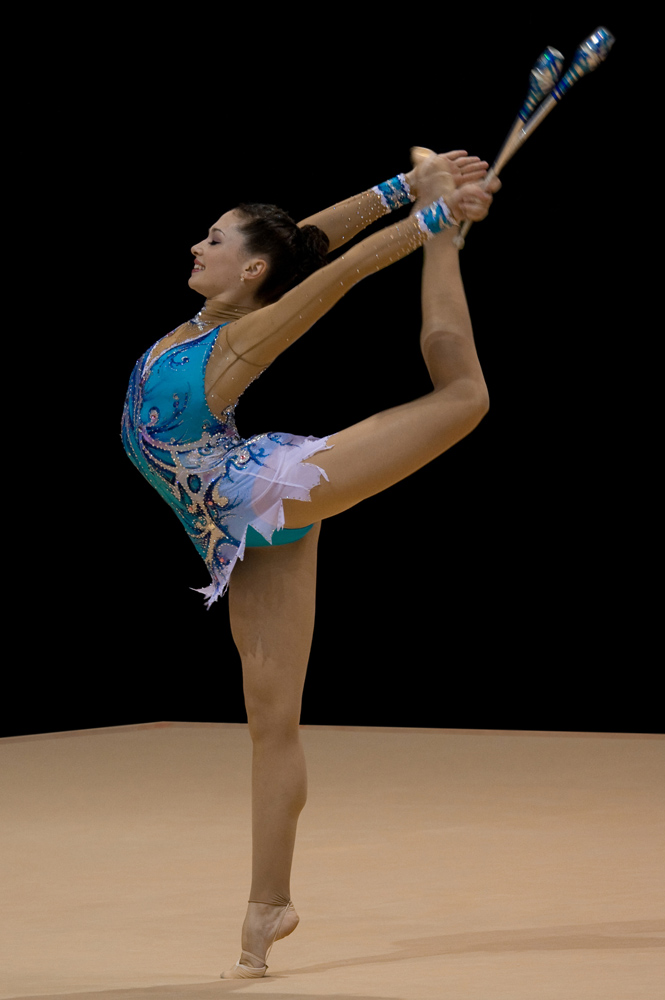
Zawodniczka w ćwiczeniach z maczugami

Maczugi – jedne z obowiązkowych przyborów, z jakimi występują zawodniczki w gimnastyce artystycznej. Wykorzystywane są zarówno w wyczynie jak i w rekreacji. Występuje się z nimi indywidualnie lub w układzie zbiorowym.
Zawodniczki zawsze występują z dwiema maczugami. Maczugi są wykonane z tworzywa sztucznego. Mają od 40 do 51,5cm długości i ważą min. 149 g. Ich końcówki są zaokrąglone, co ułatwia chwytanie i operowanie nimi. Mają magnesiki w środku by łączyć maczugi ze sobą Ich kolor jest dowolny, dopasowany zwykle do stroju zawodniczki. Czasami są obklejone taśmą.
Ćwiczenia z maczugami wiążą się głównie z rzucaniem nimi, przy jednoczesnym wykonywaniu wag, skoków i piruetów.